# قيامة أرطغرل (الموسم 1)
قيامة أرطغرل 1 هو جزء من المسلسل التركي التاريخي الدرامي قيامة أرطغرل الذي أنتجه محمد بوزداغ.  يُعتبر هذا الموسم سابقًا للموسم الثاني. عُرض الموسم الأول لأول مرة في 10 ديسمبر 2014  واختتم في 17 يونيو 2015.

## قصة
تدور أحداث الموسم الأول من المسلسل بين ولايتي حلب وأنطاكيا في القرن الثالث عشر، خلال فترة من النزاعات بين الإمبراطوريات. يتبع المسلسل رحلة أرطغرل بن سليمان شاه، والد عثمان الأول مؤسس الدولة العثمانية، الذي يسعى مع قبيلته المكونة من 400 خيمة إلى العثور على أرض جديدة للاستقرار بها بعد فترة طويلة من المعاناة والتهجير.
تواجه قبيلة قايي صعوبات كبيرة بسبب مضايقات المغول، مما يدفعهم إلى التوجه إلى ولاية حلب حيث يمنحهم الوالي قطعة أرض في أنطاكيا. رغم ذلك، تتعرض القبيلة لمخاطر جديدة تتعلق بالصراع مع الرومان والصليبيين، مما يضطر أرطغرل للتدخل لإنقاذ عائلة مسلمة من أيديهم، ليكتشف لاحقًا أن العائلة تتبع للسلالة السلجوقية الحاكمة، ويتزوج من ابنتها حليمة خاتون.
يعرض المسلسل تحديات أرطغرل، بما في ذلك مواجهته للخيانة والجواسيس والمحاربين الأقوياء، بالإضافة إلى معاركه ضد فرسان الهيكل والصليبيين. كما يستعرض قيم الصداقة والتضحية والشجاعة والحب، مما يضفي عمقًا على شخصياته وأحداثه. وفي نهاية المطاف، ينجح أرطغرل في الانتصار على أعدائه، مما يمهد الطريق لتأسيس الإمبراطورية العثمانية.

## الممثلون
| الممثل التركي               | الدور أو الشخصية                | مؤدي الصوت العربي | وصف الشخصية لهذا الموسم                          |
| --------------------------- | ------------------------------- | ----------------- | ------------------------------------------------ |
| إنجين ألتان دوزياتان        | أرطغرل                          | علي صطوف          | بطل القصة وابن سليمان شاه                        |
| كعان طاشانر                 | غوندوغدو                        | الليث المفتي      | شقيق أرطغرل والابن الأكبر لسليمان شاه            |
| هوليا دارجان                | الأم هايمه                      | ثراء دبسي         | زوجة سليمان شاه                                  |
| سردار غوكهان                | سليمان شاه                      | مروان فرحات       | سيد قبيلة الكايي                                 |
| هاكان فانلي                 | كورد أوغلو                      | نضير لكود         | شقيق سليمان شاه بالدم                            |
| ديدام بالشين                | السيدة سيلجان                   | سوزان سكاف        | زوجة غوندوغدو                                    |
| إسراء بيلجيتش               | حليمة                           | ريم سلوم          | ابنة مظفر الدين داوود وحبيبة أرطغرل              |
| هاندي سوباشي                | آيكيز                           | لارا سعادة        | ابنة ديلي ديمير وخطيبة تورغوت                    |
| بورجو كيراتلي               | غوكجه                           | كريستين شحود      | أخت سيلجان ومحبة أرطغرل                          |
| ليفينت أوكتيم [التركية]     | السيد الأعظم                    | جهاد الزغبي       | زعيم قلعة فرسان المعبد واسمه (بيدروتشو)          |
| سردار دنيز                  | تيتوس                           | مروان أبو شاهين   | القائد الصليبي الأول في قلعة فرسان المعبد        |
| تورجوت تونتشالب             | السيد أفشين                     | منذر فارس         | عميل سري للدولة السلجوقية                        |
| محمد تشيفيك [التركية]       | ديلي ديمير                      | مرشد ضرغام        | حداد قبيلة الكاي وصديق سليمان شاه                |
| جنكيز جوكشون                | تورغوت                          | رائد مشرف         | من محاربي أرطغرل وخطيب آيكيز                     |
| جافيد جيتين غونر [الأوردية] | دوغان                           | رأفت بازو         | من محاربي أرطغرل                                 |
| نور الدين سونميز            | بامسي بيرك                      | مالك محمد         | من محاربي أرطغرل                                 |
| عثمان سويكوت                | ابن عربي                        | واصف الحلبي       | شيخ أرطغرل                                       |
| فخري أوزتيزجان              | إلياس فقيه                      | سامي نوفل         | فقيه قبيلة الكايي                                |
| غوكهان أتالاي               | شهاب الدين طغرل                 | عدنان عبد الجليل  | خال العزيز                                       |
| حميد ديمير                  | أكجاكوجا                        | جمال نصار         | طبيب قبيلة الكايي                                |
| محمد أمين إنجي              | العزيز                          | كامل نجمة         | أمير حلب الأيوبي                                 |
| سيدات سافتاك [التركية]      | الأمير نعمان (مظفر الدين داوود) | فاروق الجمعات     | أمير سلجوقي هارب ووالد حليمة ويغيت               |
| تولجا سالا [الإنجليزية]     | حمزة ألب                        | فادي الحموي       | محارب غوندوغدو                                   |
| بشرى جوبوكجوغلو             | ليلى                            | ريم عبد العزيز    | أخت العزيز                                       |
| أوزليم أيدين                | إلينورا                         | روعة شيخاني       | ابنة أخي السيد الأعظم                            |
| ديلك سربست                  | إيزادورا                        | سيلفا زعرور       | أخت إلينورا                                      |
| زينب ايدمير [التركية]       | أفتاليا                         | ديمة طرقان        | امرأة من حراس المعبد ومتنكرة في حلب باسم (أسماء) |
| أردا أنارات [الإنجليزية]    | دوندار                          | وسام دليل         | الأخ الأصغر لأرطغرل                              |
| براق تيميز                  | الأمير يغيت                     | وسيم قزاز         | شقيق حليمة وابن نعمان (مظفر الدين داوود)         |
| غوكهن كاراجيك               | الدرويش                         | عاصم حواط         | مرافق الشيخ ابن عربي ويدعى (إسحاق)               |
| جلال آل                     | عبد الرحمن                      | محمد شمه          | حارس خيمة السيادة لقبيلة الكايي                  |
| أتيلا إنجين                 | الكاردينال توماس                | مأمون الرفاعي     | رسول البابا إلى قلعة فرسان المعبد                |
| براق جيمين                  | ناصر                            | فادي زغيب         | الرجل الأول لدى العزيز والمتآمر مع فرسان المعبد  |
| سدات إرديش                  | ألبارغو                         | فواز سرور         | أحد المتآمرين مع كوردأوغلو                       |
| رشاد ستريك                  | عمر (كلاوديوس)                  | أسامة تيناوي      | الجندي الخاص بالكاردينال توماس                   |
| ظافر ألتون                  | بايبورا                         | عباس الحاوي       | أحد المتآمرين مع كوردأوغلو                       |

## الحلقات
1. الحلقة التجريبية (Pilot Bölüm)
2. الصيد. الجزء الاول (Av. İlk kısım)
3. الصيد. جزء ثان (Av. İkinci kısım)
4. خائن (Hain Olan)
5. أرطغرل (Ertuğrul)
6. سليمان شاه (Süleyman Şah)
7. عدالة شعرية (İlahi Adalet)
8. وقت الحساب (Hesap Vakti)
9. حلم عظيم (Büyük Rüya)
10. وقت القيامة (Diriliş Vakti)
11. من هو الخائن ؟ (? Hain Kim)
12. قلبنا حلب (Gönlümüz Halep)
13. أسود البدرين (Bedrin Aslanları)
14. يوم الوحدة(Gün Birlik Günü)
15. جيش العدل (Adalet Ordusu)
16. قضيتنا (Davamız)
17. الساحة الخاصة (Er Meydanı)
18. للقيامة (Diriliş İçin)
19. توقيت الإمارة (Beylik Zamanı)
20. اللعبة الكبري (Büyük Oyun)
21. الاضطهاد لا يستمر (Zulüm Devam Etmez)
22. يوم النصر. الجزء الاول (Zafer Günü. İlk kısım)
23. يوم النصر. جزء ثان (Zafer Günü. İkinci kısım)
24. الفتح المقدس (Kutlu Fetih)
25. قيامة الأمة. الجزء الاول (Milletin Dirilişi. İlk kısım)
26. قيامة الأمة. جزء ثاني (Milletin Dirilişi. İkinci kısım)